# Miechów
Miechów este un oraș în județul Miechów, Voievodatul Polonia Mică, cu o populație de 11.497 locuitori (2010) în sudul Poloniei.
Miechów se află pe râul Miechówka, pe drumul european E77. Suprafața orașului este de 15 km2, și are o stație de cale ferată, situată pe calea ferată principală care leagă Cracovia de Varșovia.

## Localizare
Rezervațiile naturale locale includ: "Lipny Dol", în imediata apropiere a Ksiaz Wielki, "Biała Góra" din Tunel, și "Złota Góra" din satul Jaksice. Aproape de Piața Veche este un monumentul istoric, bazilica și Mănăstirea Biserica Ordinului Sfântului Mormânt, fondată în 1163. Mănăstirea a introdus cultul Sfântului Mormânt în Polonia.  Biserica din Nasiechowice și o biserică de lemn a Maicii Domnului în Przesławice sunt, de asemenea, notabile.
Sinagoga evreiască, situat la pe str. Adam Mickiewicz nr.10 a fost construită în secolul al XX-lea. Cu toate acestea, în timpul ocupației germane din Polonia, sinagoga a fost devastată de către naziști și după cel de-al Doilea Război Mondial a devenit proprietate municipală, nu mai servește scopului său religios. În prezent, sinagoga complet reconstruită găzduiește o cafenea populară.

## Orașe înfrățite
- Ucraina - Wołoczyska
- Belgia - Herve